# Dead Ringers (minissérie)
Dead Ringers (bra: Gêmeas - Mórbida Semelhança) é uma minissérie de televisão estadunidense de drama e suspense psicológico criada por Alice Birch. É baseado no filme homônimo de 1988 de David Cronenberg, adaptado do romance Twins de 1977 de Bari Wood e Jack Geasland. A série estreou no Amazon Prime Video em 21 de abril de 2023.

## Enredo
Uma versão moderna do thriller de David Cronenberg de 1988, Death Ring é estrelado por Rachel Weisz nos papéis duplos de Elliott e Beverly Mantle, gêmeas que compartilham tudo: drogas, amantes e um desejo sem remorso de fazer o que for preciso - incluindo ultrapassar os limites ética médica - para colocar a saúde da mulher em primeiro lugar em um esforço para desafiar práticas ultrapassadas.

## Elenco e personagens

### Principal
- Rachel Weisz como Beverly/Elliot Mantle
- Britne Oldford como Genevieve Cotard
- Poppy Liu como Greta
- Jennifer Ehle como Rebecca Parker
- Michael Chernus como Tom

### Recorrente
- Jeremy Shamos como Joseph
- Emily Meade como Susan Parker
- Natalie Woolams-Torres como Heather

### Convidados
- Susan Blommaert como Agnes
- Liza Fernandez como Lenka
- Andrew Garman como o líder do grupo de apoio
- Suzanne Bertish como Linda
- Maryann Urbano como Sasha
- Aaron Dean Eisenberg como Jeremy
- Kevin R. McNally como Alan
- Tony Crane como Nick
- Michael McKean como Marion
- Ntare Guma Mbaho Mwine como Silas Jordan
- Erica Sweany como Florence

## Recepção
No Rotten Tomatoes, a série detém 86% de aprovação com base em 76 avaliações, com uma nota média de 7,8/10. O consenso do site diz: "Se Dead Ringers não empunha uma lâmina tão cortante quanto o resfriador original de David Cronenberg, também não é uma imitação pálida, graças a Rachel Weisz colocando uma clínica em duplicidade de doppelgänger". O Metacritic, que usa uma média ponderada, atribuiu uma pontuação de 79 em 100 com base em 24 resenhas, indicando "críticas geralmente favoráveis".